# The Sims 3
The Sims 3 je računalniška igra simulacije življenja, ki jo je razvil The Sims Studio in katere založnik je EA Games. Je nadaljevanje najbolj priljubljenih računalniških igric The Sims in The Sims 2.
Osnovna igra je bila izdana 2. junija 2009, kasneje pa so, kot je bilo za igre The Sims značilno že prej, izhajali še razni dodatki. Princip igranja ostaja pretežno enak – igralec vodi svoje "simčke" skozi življenje, podobno kot da bi ti živeli v resničnem svetu. Razlika je samo v načinu igranja, saj je igralcem po novem za igranje namesto enega gospodinjstva na voljo celotna soseska, ki jo lahko raziskujejo brez vmesnega nalaganja. Vse dejavnosti "simčkov" so tako lažje dostopne, zato način igranja še bolj spominja na realno življenje (lahko se opremi hišo, obleče "simčka" po želji in mu popolnoma prebarva obleko ...).
Igra je zelo uspešna, saj je tretja najbolj igrana igra na svetu. Prvi dan izdaje The Sims 3 je bila prodana v več kot milijon izvodih.
Igro sproti nadgrajujejo z dodatki, ki omogočajo vedno več zanimivih dejavnosti. Do zdaj so izšli The Sims 3: World Adventures, The Sims 3: Amibitions, The Sims 3: Late Night, The Sims 3: Generations, The Sims 3: Pets in The Sims 3: Showtime, The Sims 3: Supernatural, kmalu pa bo izšel tudi The Sims 3: Seasons. Ti dodatki so širitveni dodatki, obstajajo pa tudi vsebinski dodatki, s katerimi se igri doda pohištvo, obleke ... Ti pa so: The Sims 3: High-End LOft stuff, Fast Lane Stuff, Outdoor Living Stuff, Town Life Stuff, Master Suite Stuff, Katy Perry Sweet Treats Stuff, Diesel Stuff.
V svetu Sims prebivajo "simčki". To so ljudje, ki se med sabo razlikujejo (lahko so debeli, suhi, stari, mladi, lahko kradejo, lahko zdravijo bolnike ...). Vsak "simček" je edinstven, ne samo po zunanjosti, ampak tudi po spretnostih in obnašanju. 
Z mnogimi razširitvenimi dodatki nastane novo Sims mesto, kjer so nova soseska, sosedje in svet. Poleg tega pa tudi nova oblačila, osebnosti, pohištvo ... 